# Râul Valea Boaru
Râul Valea Boaru este un afluent al râului Valea Poienii. Se formează la confluența brațelor Valea Neagră și Udroaia. 

## Hărți
- Harta Județului Brașov
- Harta Munților Bucegi  Arhivat în 28 mai 2008, la Wayback Machine.
- Harta Munților Postăvaru  Arhivat în 3 august 2008, la Wayback Machine.